# Jaime Milans del Bosch y Núñez del Pino
Jaime Milans del Bosch y Núñez del Pino ( ?, 1891 - Madrid, 1983) est un militaire espagnol. Il participe en 1932 au putsch manqué de Sanjurjo et rallie le camp nationaliste après le coup d’État militaire de juillet 1936.

## Biographie
En août 1932, Jaime Milans del Bosch y Núñez del Pino participa au coup d’État du général Sanjurjo (putsch manqué connu sous le nom de Sanjurjada), et se rallia à la rébellion militaire de juillet 1936, à l’origine de la Guerre civile.
Le 26 avril 1952, alors qu’il était colonel de garnison à Séville, il fut promu au rang de général de brigade, puis à celui de lieutenant-général. Titulaire de la médaille individuelle du mérite militaire, il se vit décerner en 1972 le titre de lieutenant-général honorifique.
Il succomba le 12 février 1983 à une insuffisance rénale aggravée, avec paralysie intestinale, à l’hôpital militaire « Generalísimo Franco » de Madrid, et fut inhumé le onze du même mois dans la chapelle du couvent de La Moraleja, dans la banlieue nord de Madrid.

## Famille
Fils du militaire catalan Joaquín León Milans del Bosch y Carrió et de María Teresa Núñez del Pino y Quiñones de León, Jaime Milans del Bosch avait pour frère Mariano Milans del Bosch y Núñez del Pino, militaire lui aussi, héritier en usufruit, en sa qualité de frère aîné, du palais du Pividal, dans la localité asturienne d’Abres (commune de Vegadeo, dans l’extrême ouest des Asturies), qui échut après sa mort à son fils aîné José Joaquín Milans del Bosch y Solano, colonel de cavalerie domicilié à Oviedo.
Jaime Milans del Bosch épousa Consuelo Ussía y Cubas, de qui il eut un fils, Milans del Bosch y Ussía, l’un des principaux protagonistes de la tentative de coup d’État du 23 février 1981.